# اچ‌ام‌اس آگاممنون (اس۱۲۴)
اچ‌ام‌اس آگاممنون (اس۱۲۴) (به انگلیسی: HMS Agamemnon (S124)) یک زیردریایی است که طول آن 97 m (318 ft) می‌باشد.